# Can Fàbrega (Cabanelles)
Can Fàbrega és un mas al nord del petit nucli de Vilademires, localitzat a l'oest del municipi de Cabanelles al qual pertany. Segons el fons arxivístic del COAC, Can Fàbrega és una construcció del segle xvii sobre restes anteriors, que presenta també ampliacions i reformes posteriors.
El conjunt de Can Fàbrega és format per la masia i un altre edifici destinat a paller, que formen un espai recollit d'accés. L'edifici principal és de planta rectangular, amb la coberta de dues aigües de teula i distribuït en planta baixa i dos pisos. La façana principal, orientada a migdia, presenta una gran terrassa o eixida al nivell de la primera planta i està sostinguda amb una successió de voltes de mig punt bastides en pedra i voltes rebaixades fetes de maó pla. A l'extrem de ponent de l'eixida hi ha una torre quadrada bastida en pedra i maons, amb barana d'obra a la part superior. L'accés actual a l'edifici es fa per la banda de llevant, donant pas a una de les ampliacions estructurals més modernes del conjunt. La zona central de la construcció és la part més genuïna. Al primer pis, les obertures són rectangulars i estan bastides en pedra. A la llinda d'una de les finestres hi ha gravada la data 1782. També destaca el finestral de sortida a l'eixida, d'arc rebaixat bastit amb pedra calcària blanquinosa. Les finestres de la segona planta són d'arc rebaixat, estan emmarcades en pedra i tenen els ampits motllurats. La façana presenta diverses obertures reformades i d'altres tapiades, com a l'extrem de ponent del parament, on destaquen grans finestrals d'arc de mig punt tapiats que formen part d'una gran galeria oberta a la cantonada sud-oest de la construcció. Sota aquestes obertures es conserven quatre mènsules de pedra encastades al parament, procedents d'una estructura desapareguda. La resta de paraments de la casa continuen presentant obertures rectangulars i d'arc rebaixat bastides en pedra.
La construcció està feta en pedra de diverses mides lligada en abundant morter de calç. A la façana posterior de la casa destaca un parament de pedra desbastada, disposada en filades regulars.